# Agathidinae

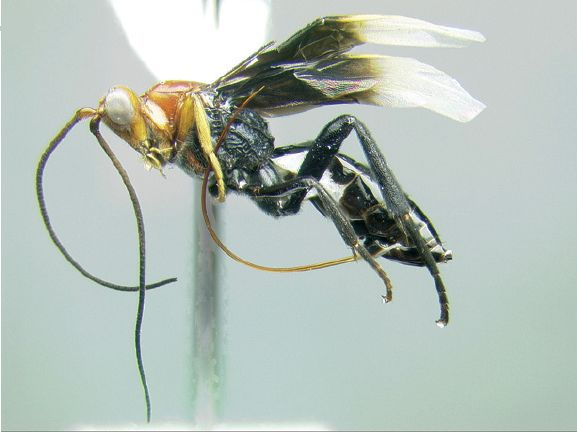
Biroia.

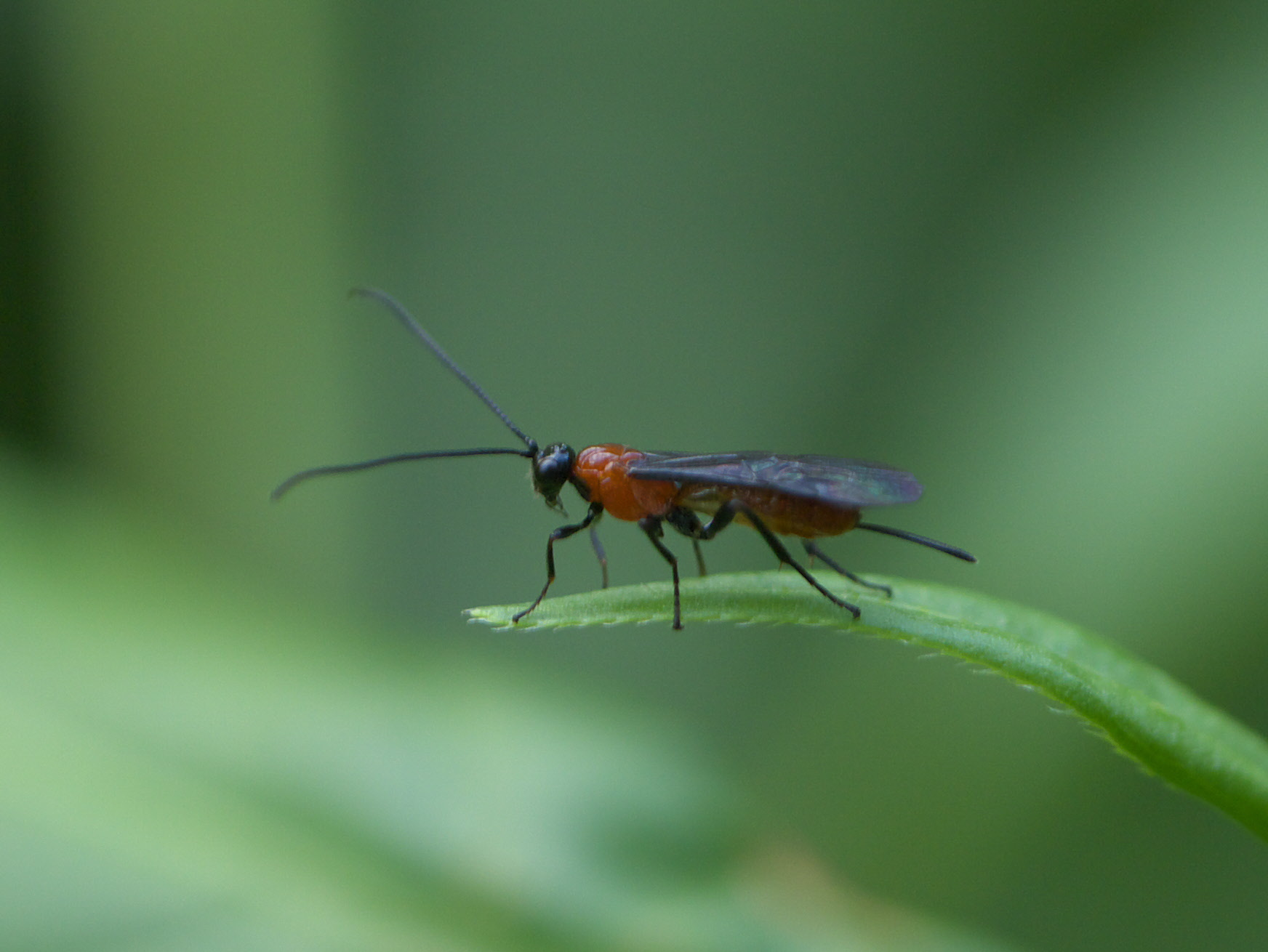
Lytopylus

Agathidinae es una subfamilia de avispillas parasitoides de bracónidas. Algunas especies se usan como controles biológicos.

## Descripción y distribución
Se cuentan entre los bracónidos más grandes y coloridos. Los miembros diurnos de la subfamilia poseen colores llamativos, aposemáticos, para alertar a los depredadores.  Algunas especies son nocturnas, con coloraciones pálidas y con grandes ocelos.
Se los encuentra mundialmente, pero son más diversos en los trópicos.

## Biología
Todos los Agathidinae son endoparasitoides de orugas. La mayoría suelen atacar orugas escondidas, como las que atan hojas de plantas. Suelen ser solitarios, depositando un solo huevo en cada oruga.

## Sistemática

### Tribus
- Agathidini Haliday, 1833
- Cremnoptini Sharkey, 1992
- Disophrini Sharkey, 1992
- Earinini Sharkey, 1992

## Géneros
Alrededor de 2 000 especies en 40 géneros. Los géneros incluyen:
- Agathirsia
- Agathis
- Aerophilus
- Alabagrus
- Amputoearinus
- Aneurobracon (antes en Orgilinae)
- Austroearinus
- Bassus (polifilético)
- Balcenema
- Biroia
- Braunsia
- Coccygidium
- Crassomicrodus
- Cremnops Foerster, 1862
- Cremnoptoides
- Dichelosus
- Disophrys
- Earinus
- Euagathis
- Facilagathis
- Gyragathis van Achterberg & Long, 2010
- Gyrochus
- Hemichoma
- Holcotroticus
- Hypsostypos
- Ischnagathis Cameron, 1909
- Liopisa
- Lytopylus
- Macroagathis Szépligeti, 1908
- Marjoriella
- Mesocoelus (antes en Orgilinae)
- Monophrys
- Oreba
- Pelmagathis
- Platyagathis
- Protroticus van Achterberg, 1988
- Pseudocremnops
- Sesioctonus
- Troticus Brullé, 1846
- Zacremnops
- Zamicrodus
- Zelomorpha

Géneros sin clasificar
- Orgiloneura Ashmead, 1900
- Platyagathis Turner, 1918
- Rhamphagathis Tobias, 1962